# 東歐扎克鎮區 (密蘇里州韋伯斯特縣)
東歐扎克鎮區（英語：East Ozark Township）是位於美國密蘇里州韋伯斯特縣的一個行政鎮區。此鎮區於2022年被哈布爾鎮區和歐塞奇鎮區瓜分。

## 地方資料
東歐扎克鎮區的面積為119.29平方千米，當中陸地面積為119.04平方千米，而水域面積為0.25平方千米。根據2020年美國人口普查的數據，當地共有人口2868人，而人口密度為每平方千米24.04人。